# Mesmerode

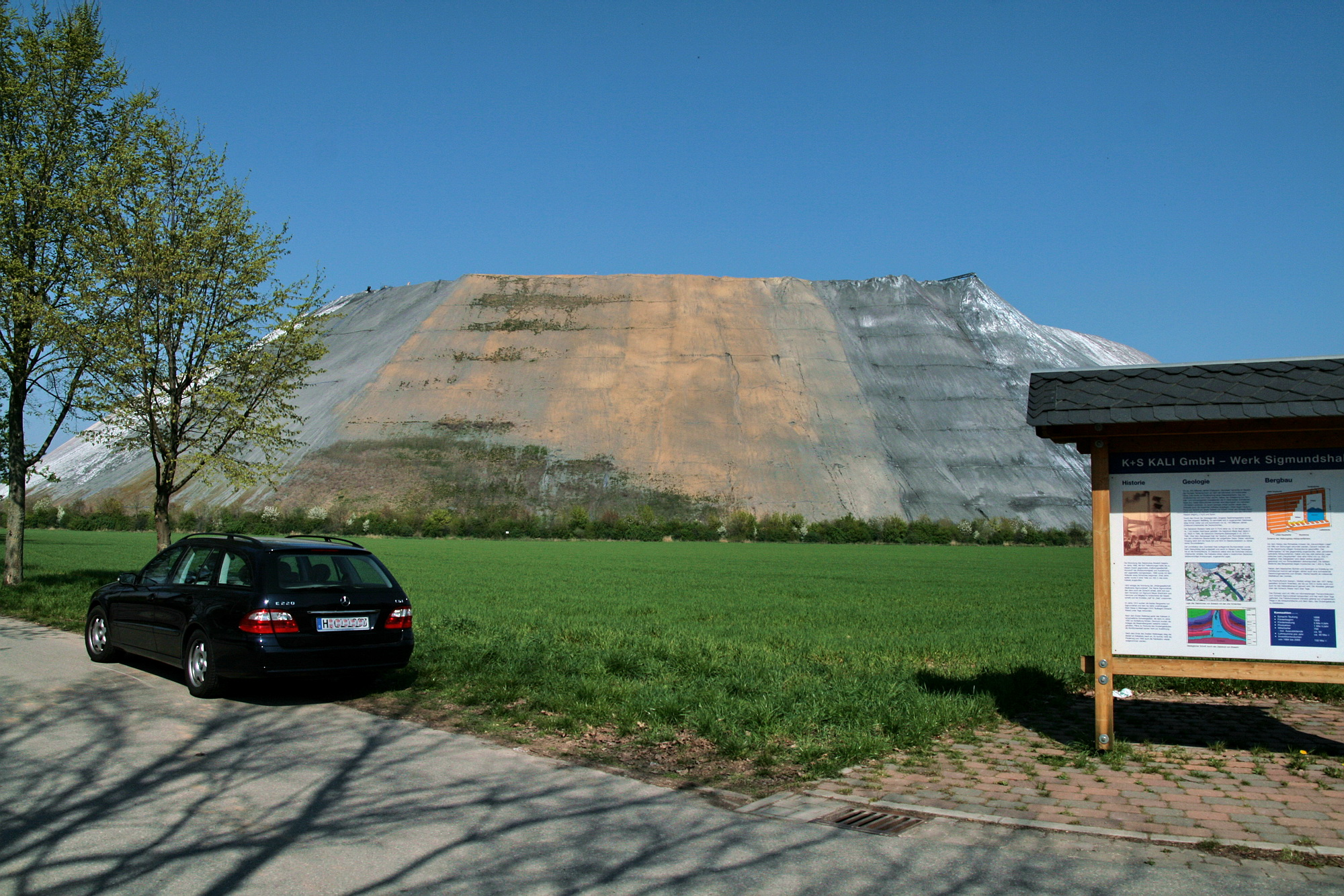
Kalihalde vor Mesmerode

Das Dorf Mesmerode ist eine Ortschaft der Mittelstadt Wunstorf in der niedersächsischen Region Hannover.

## Geografie
Der Ort liegt westlich des Stadtkerns in unmittelbarer Nachbarschaft vom Ortsteil Bokeloh. Nordöstlich liegt bis dicht vor Mesmerode die Abraumhalde des Kalibergwerkes Sigmundshall und prägt als sogenannter „Kalimandscharo“ das Ortsbild.

## Geschichte
Der Ort wurde im Jahre 1055 erstmals urkundlich erwähnt und führte als Rodesiedlung des Merstemgaues (jetzt Schaumburg-Lippe) die Bezeichnung „Merstemerothe“, die sich im Laufe der Zeit zu Mesmerode abschliff. Im Jahr 2005 feierte der Ort das 950. Jubiläum seines Bestehens.
Mit dem Fund von Kalisalzen setzte im 19. Jahrhundert die Industrialisierung in Mesmerode ein. Zwischen 1898 und 1905 wurde das Kaliwerk aufgebaut, das den Ort ebenso wie die Region bis heute prägt. 1905 erfolgte der Eisenbahnanschluss nach Wunstorf über die Steinhuder Meer-Bahn, die 1970 stillgelegt wurde.
Am 1. März 1974 wurde Mesmerode in die Stadt Wunstorf eingegliedert.

## Politik

### Ortsrat und Ortsbürgermeister
Nach der Kommunalwahl 2016 entfallen von den fünf Sitzen des Ortsrates Mesmerode drei auf die SPD und zwei auf die CDU.

### Wappen
Der Entwurf des Kommunalwappens von Mesmerode stammt von dem Heraldiker und Wappenmaler Gustav Völker, der zahlreiche Wappen in der Region Hannover geschaffen hat. Die Genehmigung des Wappens wurde am 12. November 1955 durch den Niedersächsischen Minister des Innern erteilt.
| Wappen von Mesmerode | Blasonierung: „In Rot ein silbernes Nesselblatt, darinnen ein bewurzelter Eichbaum, dessen Stamm von einem goldenen Schild mit zwei gekreuzten Berghämmern überdeckt wird.“ |
| Wappen von Mesmerode | Wappenbegründung: Im Jahre 1647 wurde Mesmerode mit Lauenau, Idensen und Bokeloh an Hannover bzw. an das Herzogtum Calenberg abgetreten. Daher zeigt das Wappen auf Rot ein silbernes Nesselblatt. Der Eichenstumpf versinnbildlicht die Rodesiedlung, die zum Zwecke der Gewinnung von Ackerland erfolgte. Der wiederausschlagende Stumpf deutet an, dass noch Waldbesitz vorhanden ist und noch Forstwirtschaft betrieben wird. Dem seit der Jahrhundertwende hier betriebenen Kalibergbau wurde durch die Symbole „Schlägel und Eisen“ Rechnung getragen. |

## Kultur und Sehenswürdigkeiten
- Liste der Baudenkmale in Mesmerode

## Verkehr
Der Bahnhof Mesmerode liegt an der Steinhuder Meer-Bahn.

## Persönlichkeiten
- Johann Dietrich Busch (1700–1753 in Itzehoe)